# Danao (Bohol)
Danao è una municipalità di sesta classe delle Filippine, situata nella Provincia di Bohol, nella Regione del Visayas Centrale.
Danao è formata da 17 baranggay:
- Cabatuan
- Cantubod
- Carbon
- Concepcion
- Dagohoy
- Hibale
- Magtangtang
- Nahud
- Poblacion
- Remedios
- San Carlos
- San Miguel
- Santa Fe
- Santo Niño
- Tabok
- Taming
- Villa Anunciado